# Serrigny
Serrigny település Franciaországban, Yonne megyében. Lakosainak száma 115 fő (2022. január 1.). Serrigny Tissey, Béru, Collan, Fleys, Tonnerre és Viviers községekkel határos.

## Népesség
A település népessége az elmúlt években az alábbi módon változott:
| Lakosok száma | 121  | 116  | 117  | 113  | 111  | 110  | 111  | 112  | 115  |
|               | 2013 | 2015 | 2016 | 2017 | 2018 | 2019 | 2020 | 2021 | 2022 |